# Chuck Bednarik
Charles Philip Bednarik (Bethlehem, Pensilvania, 1 de mayo de 1925 - Richland, Pensilvania, 21 de marzo de 2015), más conocido como Chuck Bednarik, fue un jugador profesional de fútbol americano. Jugaba en las posiciones de linebacker y center y desarrolló toda su carrera en los Philadelphia Eagles de la National Football League.
Bednarik, apodado Concrete Charlie, es uno de los más devastadores placadores de la historia del fútbol americano y el último jugador que participó en los equipos ofensivo y defensivo de manera regular en la NFL. Su placaje más famoso lo realizó contra el jugador de los New York Giants Frank Gifford (quien era entonces uno de los mejores running backs de la liga), ya que logró mandar a Gifford a un "semiretiro" del fútbol por un año y medio, acortando la carrera de Gifford como jugador, por lo cual fue conocido también como: "el tipo que mandó a dormir a Gifford".
Tras su retiro, fue inmediatamente seleccionado para ser venerado en el Salón de la fama de la NFL en 1967 (su primer año de elegibilidad para el Salón de la Fama).

## Primeros años y el servicio militar
Bednarik comenzó a jugar al fútbol americano en su pueblo natal, Bethlehem, Pensilvania. Jugó en la escuela preparatoria Liberty High School en Bethlehem, donde fue un jugador excepcional de béisbol y baloncesto, pero era considerado un jugador promedio de fútbol americano.
Después de su graduación de la Liberty High School, entró en la Fuerza Aérea de los Estados Unidos y sirvió como artillero en un B-24 en la Octava Fuerza Aérea. Combatió los dos años finales de la Segunda Guerra Mundial, donde voló en más de 30 misiones de combate sobre la Alemania Nazi, para finalmente ser liberado del servicio militar, siendo condecorado con una Medalla del Aire con cinco Racimos de Hojas de Roble y cinco Estrellas al Servicio, la cual donó al salón de la Fama de la NFL.
Bednarik se enroló en 1945 en la Universidad de Pensilvania en Filadelfia, donde decidió dejar a un lado el béisbol y el baloncesto, e intentar de nuevo jugar fútbol americano. Para el tercer juego de su primer año, comenzó a jugar como centro titular. Llegó a ser nombrado All-American, finalizando en el tercer lugar en la votación por el Trofeo Heisman de 1948, ganando el Maxwell Award ese mismo año.

## Carrera profesional
Bednarik fue el primer seleccionado global en el draft de 1949, escogido por los Philadelphia Eagles.  Con Filadelfia, fue un jugador estelar tanto en el equipo ofensivo (jugando como center) como en el defensivo (como linebacker), convirtiéndose en el último "Hombre de Hierro" de la NFL y el último jugador en participar en ambos lados del campo de juego.  Fue miembro de los equipos de Filadelfia que ganaron los Campeonatos de la NFL en 1949 y 1960. En el Juego de Campeonato de 1960, Chuck Bednarik tackleó a Jim Taylor en la jugada final de ese juego en la yarda 8 del territorio de Filadelfia (él era el último jugador de Filadelfia entre la zona de anotación y Taylor), y logró contener a Taylor por varios segundos hasta que se les terminó el reloj de juego a los Packers y no pudieron hacer otra jugada. Los Eagles ganaron ese juego por marcador final de 17-13.
Un duro y altamente efectivo tackleador, Bednarik se hizo conocido por noquear en el campo de juego al jugador de los New York Giants Frank Gifford en 1960, con una de las más salvajes, brutales y conocidas tackleadas en la historia de la NFL (una tackleada completamente legal entonces).  Bednarik también tuvo un famoso altercado con Chuck Noll, quien alguna vez jugara para los Cleveland Browns (antes de ser entrenador en Pittsburgh).
Bednarik probó ser un jugador extremadamente durable.  En 14 campañas, solo se perdió tres juegos. Fue nombrado All-Pro en ocho ocasiones, y fue el último de los "Sixty Minute Men" (Hombres de Sesenta Minutos) de la NFL, ya que jugó de manera regular tanto a la ofensiva como a la defensiva.
El apodo de Bednarik, "Concrete Charlie," tuvo origen en su trabajo fuera del fútbol americano, como vendedor de concreto; no por su reputación como un feroz tackleador.  Sin embargo, al cronista deportivo Hugh Brown del diario The Bulletin en Filadelfia se le acredita la creación del apodo, haciendo notar que Bednarik "es tan duro como el concreto que vende."
En 1999, fue ubicado por The Sporting News como el 54.º en la lista de "Los 100 Más Grandes Jugadores De Fútbol Americano".  Esto lo convierte en el jugador mejor ubicado de todos los que jugaron toda su carrera en Fildelfia, en el centro ofensivo mejor ubicado y el 8.º linebacker mejor ubicado en toda la historia del fútbol americano profesional.

## Opiniones de jugadores actuales en la NFL
Bednarik ha sido un abierto, incluso un encarnizado crítico de los actuales jugadores de la NFL por jugar en solo un lado del campo de juego, llamándolos "zacatones", haciendo notar que "están jalando aire después de cinco jugadas" y que ellos "no podrían derribar a mi esposa Emma". Incluso ha criticado a Troy Brown de los New England Patriots y a Deion Sanders, dos jugadores que también jugaron en los equipos ofensivos y defensivos, porque sus posiciones como wide receivers y cornerbacks no requieren tanto contacto como las posiciones de center y linebacker que Bednarik jugó.

### Relación con Filadelfia
El número 60 que soliá usar Bednarik en su uniforme en Filadelfia ha sido retirado por los Eagles en  honor de sus logros con el equipo, y es uno de los siete números que solamente se han retirado en la historia de la franquicia de Filadelfia.
Cuando los Eagles establecieron el Honor Roll en 1987, Bednarik fue uno de los primeros en ser elegido.  Ha asistido a las reuniones para celebrar el 25.º aniversario del Campeonato de la NFL de 1960 en 1985, y al 40.º aniversario de los Campeonatos de la NFL de 1948 y 1949 en 1988 (a pesar de que Bednarik era novato en el equipo de 1949), ambas ceremonias sostenidas en el viejo Veterans Stadium.
Bednarik ha tenido disputas con el actual dueño de los Eagles Jeffrey Lurie; en 1996 tuvieron problemas ya que Lurie se negó a comprar 100 copias del nuevo libro de Bednarik por $15 dólares cada uno para todo el equipo, ya que esto iba en contra de las reglas de la NFL, y ese  resentimiento hacia los Eagles incluso duró hasta la más reciente aparición en Super Bowl de Filadelfia en 2005, cuando abiertamente retiró su apoyo a su antiguo equipo. Ha sido un crítico constante acerca de varias cuestiones concernientes a la liga, incluyendo su pensión, los salarios actuales, y los jugadores que solo juegan en un solo lado del campo.
Durante el campo de entrenamiento de los Eagles en el verano de 2006, Bednarik y los Eagles finalmente se reconciliaron, al parecer finalizando los problemas entre Bednarik y Lurie. Sin embargo, al mismo tiempo, Bednarik hizo unas disparatadas declaraciones en contra de Reggie White, un favorito de los aficionados de Filadelfia, llevando a una recepción sin mucho entusiasmo por la reconciliación por parte de los aficionados de los Eagles.  No obstante, en la 4.ª edición del periódico Morning Call de Allentown, se reportó una disculpa de Bednarik.  Declaró que se confundió, y que en realidad la crítica que en un principio hizo a White, en realidad iba dirigida al controversial wide receiver Terrell Owens.